# Rhoon
Rhoon is een dorp in de gemeente Albrandswaard, in de Nederlandse provincie Zuid-Holland. Rhoon ligt op het eiland IJsselmonde, ten zuidwesten van Rotterdam. Sinds 1985 maakt Rhoon samen met Poortugaal deel uit van de gemeente Albrandswaard.
Tot het midden van de twintigste eeuw was Rhoon een uitgestrekt dijkdorp. Het kenmerkte zich daarna door sterke uitbreidingen. De L.G. Molenaarstraat ontstond in de jaren 1950, Rhoon-Zuid in de jaren 1950/60), 't Ghijseland in de jaren 1970), de Huyters en Rhoon-Noord in de jaren 1980), de omgeving Saffierlaan-Portland in de jaren 1990 en Essendael begin 21e eeuw. Er wonen veel forensen uit Rotterdam. Het dorp wordt ontsloten door de N492 (Groene Kruisweg), de A15 en het metrostation Rhoon.

## Geschiedenis

### Ontstaan
De plaats ontstond op een zandplaat in de Oude Maas. De Zeeuwse jonker Biggo van Duyveland kreeg de plek in 1199 in pacht van graaf Dirk VII van Holland. Hij liet de zandplaat indijken en met een kasteel bebouwen, wat het begin van Rhoon vormde: de Heerlijkheid Roeden. Het latere gebied tussen Dorpsdijk, Oud-Rhoonsedijk en Werkersdijk. Het begin als zandplaat maakt dat men soms zegt 'op Rhoon' te wonen en niet 'in Rhoon'.

### Naamgeving
Rhoon (voorheen vaak gespeld als Roon) is een samentrekking van Roden en staat voor een plaats waar een stuk bos gerooid is. Het wordt al vermeld in 1230 (Ecclesia de Roden) en in 1299 (Roeden). Er zijn in Nederland en Vlaanderen tientallen locaties die het woord rode of rade in de naam hebben.

### Kasteel en dorpskerk
Het kasteel dat Biggo van Duyveland liet bouwen werd verwoest tijdens de Sint-Elisabethsvloed van 1421 en is vervangen door het huidige Kasteel van Rhoon. Rhoon was officieel een ridderhofstad en kwam zodoende vaak in andere handen terecht. Toen in 1683 Pieter van Duyvelant van Rooden de ridderhofstad verkocht, betekende dit het einde van de lijn Van Duyveland. De koper was Hans Willem Bentinck tot Diepenheim, heer van Drimmelen en graaf van Portland (hij was door Willem III benoemd tot graaf van Portland in Engeland). Het geslacht Bentinck hield de rechten als heer van Rhoon en Pendrecht tot 1830, toen Anthony van Hoboken, van het Rotterdamse redersgeslacht Van Hoboken, Rhoon met zijn rechten overkocht. Zijn kleinzoon Edward van Hoboken (1849-1913) was de laatste die de titel heer van Rhoon en Pendrecht droeg. Nakomelingen hebben de rechten van de heerlijkheid verzameld in de N.V. Maatschappij tot exploitatie van onroerende goederen "Rhoon, Pendrecht en Kortgene”, waartoe tot 1971 ook het Kasteel van Rhoon behoorde.
Vlak bij het kasteel staat de 16e-eeuwse dorpskerk. De vierkante toren met de fijne spits rijst op uit het voorste gedeelte van het schip en helt voorover. In 2014 is zij uitvoerig gerestaureerd. Ook het interieur werd onder handen genomen.

### Rampen
Door de eeuwen heen heeft Rhoon te kampen gehad met verscheidene rampen. Op 6 februari 1489 overviel een bende Hoeken onder leiding van Joris van Brederode vanuit Rotterdam het dorp. Hij dwong de inwoners om de geroofde goederen met hun wagens te vervoeren. Het kasteel werd geplunderd en Rhoon werd geconfronteerd met brandschatting. In 1669 werd een groot deel van Rhoon door brand verwoest, terwijl het dorp in november 1775 door een hoge waterstand met de ondergang werd bedreigd.

### Twintigste eeuw
In 1904 werd de stoomtramlijn tussen Rotterdam-Zuid en Spijkenisse geopend. Aan het begin van de jaren dertig werd de Groene Kruisweg aangelegd, waarmee Rhoon goede verbindingen met Rotterdam kreeg. In 1934 werd een deel van de gemeente Rhoon, rond de buurtschap Het Sluisje, door Rotterdam geannexeerd. Tijdens de Tweede Wereldoorlog werden bij Het Sluisje zeven burgers door de Duitse bezetter gefusilleerd, nadat een Duitse soldaat door elektrocutie om het leven was gekomen. Aan het eind van de oorlog werden de polders aan de oostkant van de gemeente onder water gezet. Ook tijdens de Watersnood van 1953 bedreigde het water het dorp en liepen de polders ten oosten van Rhoon onder. Rhoon ontwikkelde zich na de oorlog tot een forensenplaats en fuseerde in 1985 met Poortugaal.
Veel gebouwen  in Rhoon zijn door Jan Hoogstad ontworpen, waaronder de drive-inwoningen aan de Wilhelminastraat, het voormalige gemeentehuis van Albrandswaard dat van 1985 tot 2008 heeft bestaan inclusief het gehele nabijgelegen winkelcentrum Strawinskyplein, de ABN-bank en de zogenaamde 'Hoogstad-villa's'.

## Geografie
Rhoon ligt op de westelijke helft van het eiland IJsselmonde. Het ligt aan de zuidzijde van het eiland langs de Oude Maas ten oosten van Poortugaal, ten westen van Barendrecht en ten zuidwesten van Rotterdam.

## Wijkindeling
- Centrum en Rhoon-West
- Oude Koedood
- Rhoon-Noord
- Ghijseland en Huyters
- Industrieterrein Overhoeken
- Rhoon-Zuid en 't Rhoonsche Veer
- Portland
- Essendael
- Poldergebied

## Bezienswaardigheden

### Gebouwen
- Hervormde kerk uit 1430
- Kasteel van Rhoon uit 1433, verbouwd in 1598
- Hoeve Rheesteijn, als jachthuis uit 1470-1623, in de 18e eeuw verbouwd tot boerderij
- Het Oude Regthuys uit de 18e eeuw
- Huijs te Pendrecht uit 1625 (nu café-brasserie "Het Wapen van Rhoon")
- Villa Hendrina uit 1901 (voormalig Gemeentehuis van Rhoon)
- R.K. H. Willibrorduskerk uit 1894
- Voormalige Veerhuys uit 1769 (voormalig veer op Goidschalxoord)
- Café-herberg "De Gouden Arend" uit 1688 (voorheen café Havenzicht)

Zie ook de lijst van rijksmonumenten in Rhoon.

### Natuur
- Rhoonse en Carnisse Grienden
- Klein Profijt, een buitendijks zoetwatergetijdengebied, 70 hectare groot, gelegen tussen de Rhoonse Grienden en de Carnisse Grienden, onder beheer van Het Zuid-Hollands Landschapen sinds 1999 vrij toegankelijk
- Eeuwenoud polderlandschap

## Evenementen
- Popfestival Griendpop
- Ascot te Rhoon
- Historische Landbouwdag Rhoon
- Kunst- & Atelierroute Albrandswaard
- Sportgala Albrandswaard
- Fashion Day Rhoon
- Wielerronde van Albrandswaard
- Haydn-Van Hobokenfestival
- DruMa Festival
- Rhoon On Ice (tot 2011)
- Jaarlijkse Polderdag

## Media

### Radio en televisie
- RTV Albrandswaard

### Kranten
- De Schakel Albrandswaard
- Maaspost II Hoogvliet-Barendrecht
- Delta Hoogvliet en regio
- Botlek II

## Verkeer en vervoer
- Rhoon is bereikbaar via de A15, afrit 19.
- Door Rhoon loopt de Groene Kruisweg, ook bekend als N492.
- Het metrostation Rhoon, een station van metrolijn D, verbindt Rhoon met Rotterdam in het noorden en Hoogvliet en Spijkenisse in het zuidwesten.
- Het tweede traject van het Erasmuspad eindigt in Rhoon.
- Door Rhoon rijden de buslijnen 64 (Poortugaal - Hoogvliet), 82 (Zuidplein - Zuidplein (via Portland)), 183 (Zuidplein - Kralingse zoom (via Portland)), 283 (Zuidplein - Barendrecht (via Portland)), 602 (buurtbus) en 612 (buurtbus).
- Vanaf de kop van de jachthaven vaart het Rhoonsveer; een fiets-/voetveer naar Oud-Beijerland en Beerenplaat.
- In 2006 is de Rhoonse Baan geopend. Deze komt vanuit Portland en sluit deze woonkern via Rhoon en de Groene Kruisweg aan op de A15.
- In Rhoon staat de Verkeersmanagementcentrale Zuid-West Nederland (VMC-ZWN). Vanuit dit gebouw, gelegen naast de A15, houdt Rijkswaterstaat de Rijks- en Provinciale wegen in Zuid-Holland en het noorden van Zeeland in de gaten en bedient het 7 tunnels en 9 bruggen in hetzelfde gebied: Alblasserdamse brug, Brienenoordbrug, Botlekbrug, Spijkenissebrug, Merwedebrug (Beneden-Merwede), Merwedebrug (Boven-Merwede), Hartelbrug, Zoetwaterkanaalbrug, Wantijbrug.[5]

## Bekende (oud-)inwoners
- Ludo Pieters (1921-2008), ondernemer en mecenas
- J.W. Oerlemans (1926-2011), dichter en historicus
- Jan Hoogstad (1930-2018), architect (opgegroeid)
- Jan Brokken (1949), schrijver (opgegroeid)
- Cornelis Jan (Cees) Kalis (1949-2006), drummer
- Marijke Boon (1951), cabaretière en zangeres
- Gerard Bouman (1952-2017), korpschef
- Ad Janssen (1957), meesterkok
- Onno van Veldhuizen (1962), jurist en burgemeester (geboren)
- Gertjan Verbeek (1962), voetbaltrainer
- Henk Hagoort (1965), historicus en omroepbestuurder (geboren)
- Alexander Pechtold (1965), politicus (opgegroeid)
- Robert Eenhoorn (1968), honkballer
- Mike Obiku (1968), voetballer
- Paul Bosvelt (1970), voetballer
- John den Braber (1970), wielrenner
- Janneke Schopman (1977), hockeyster
- Mathieu Heijboer (1982), wielrenner
- Eric Botteghin (1987), voetballer
- Sander Fischer (1988), voetballer
- Georginio Wijnaldum (1990), voetballer
- Bankzitters, YouTubers
  - Koen van Heest (1998)
  - Matthyas het Lam (1995)
  - Robbie van de Graaf (1998)
  - Raoul de Graaf (1994)

## Afbeeldingen

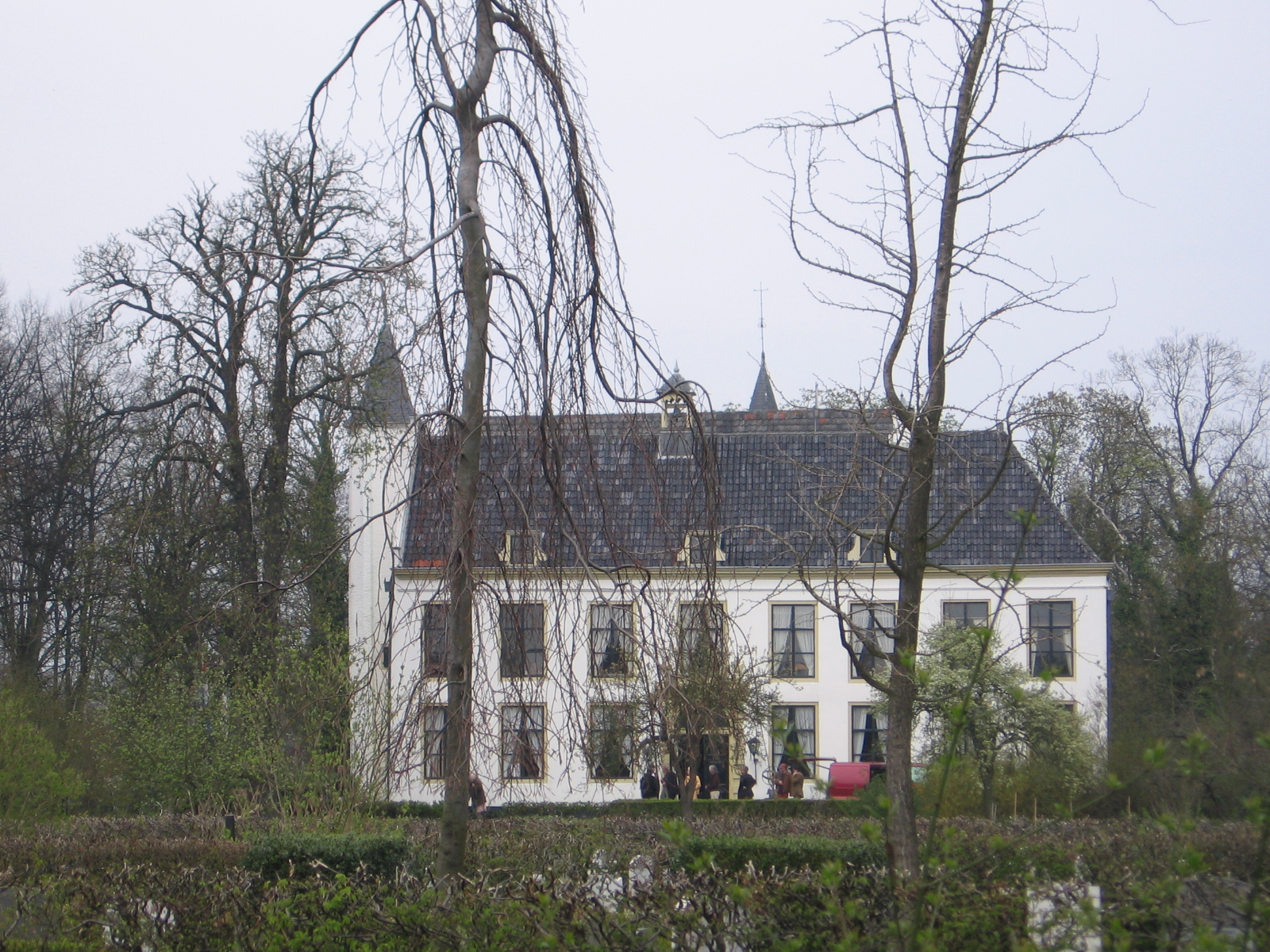
Kasteel van Rhoon
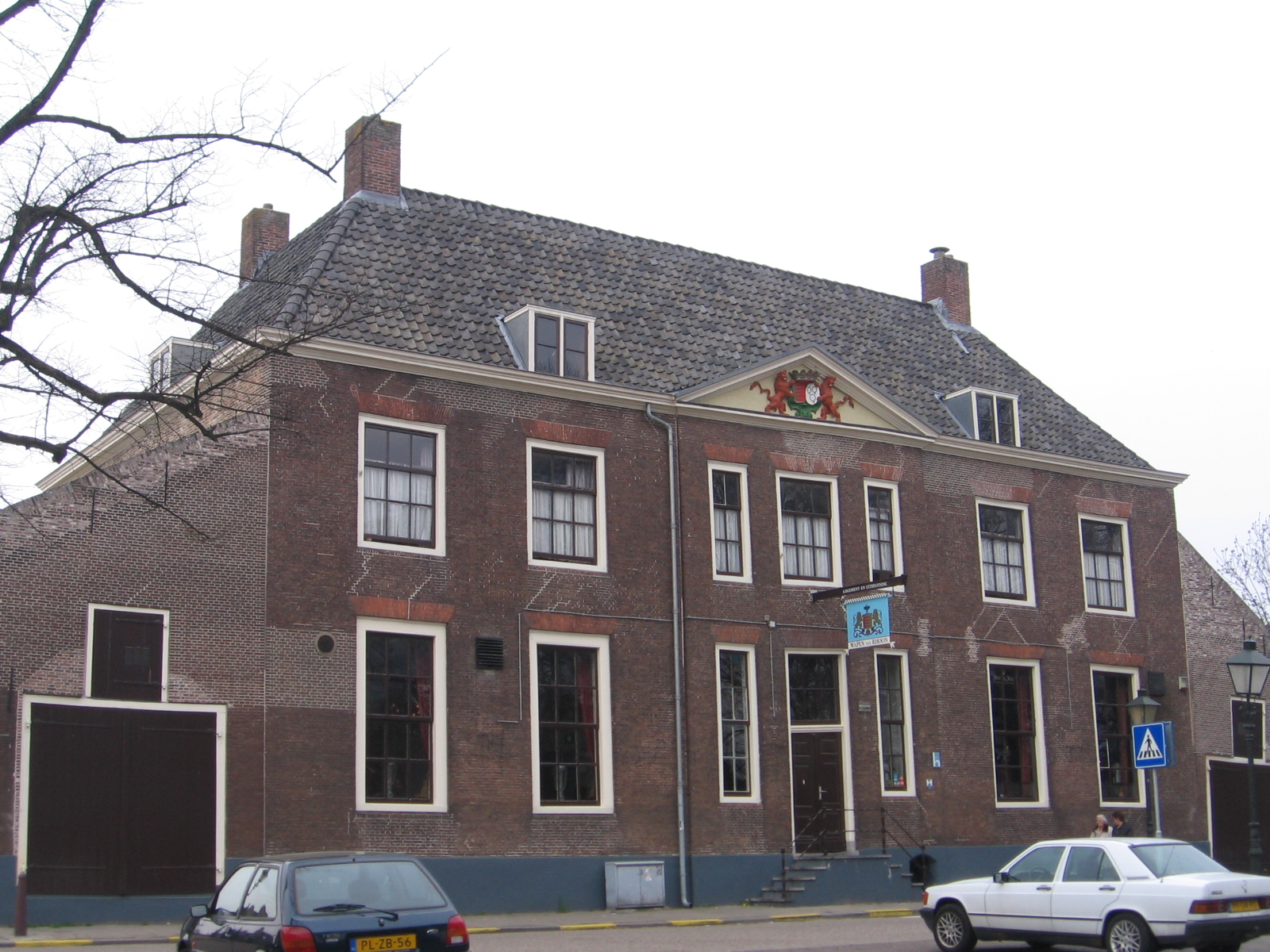
Uitspanning Wapen van Rhoon
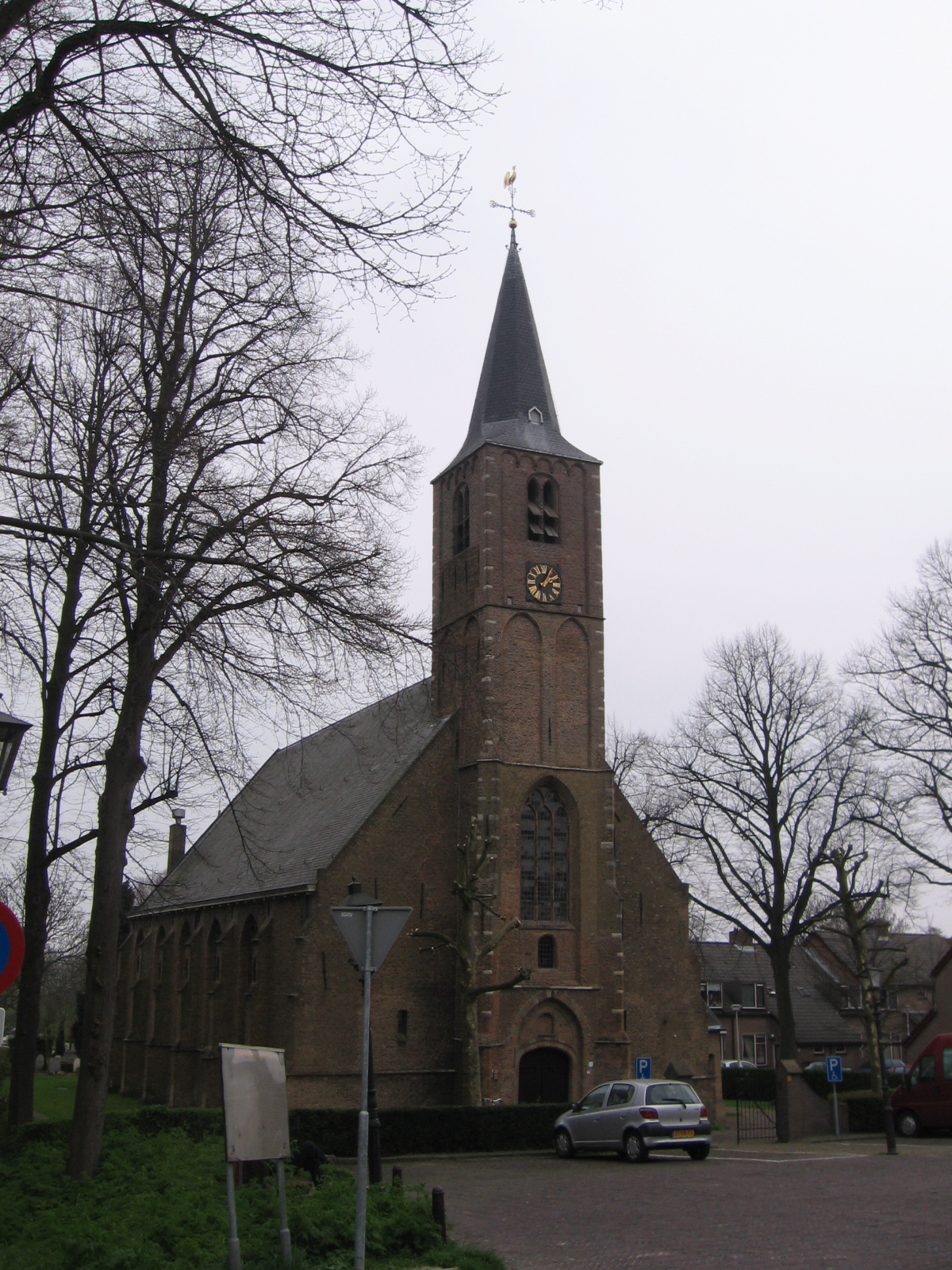
Hervormde kerk
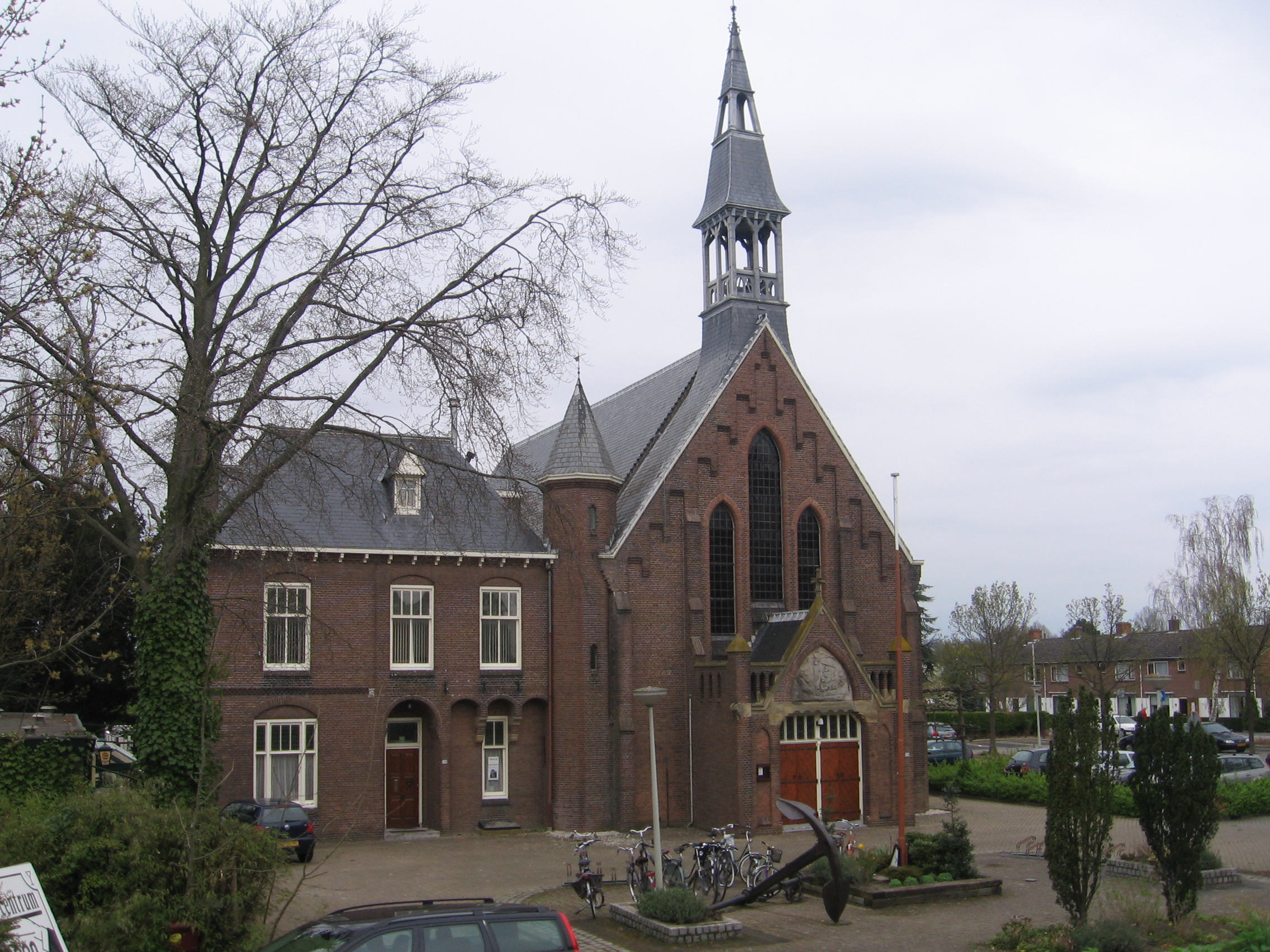
Willibrorduskerk
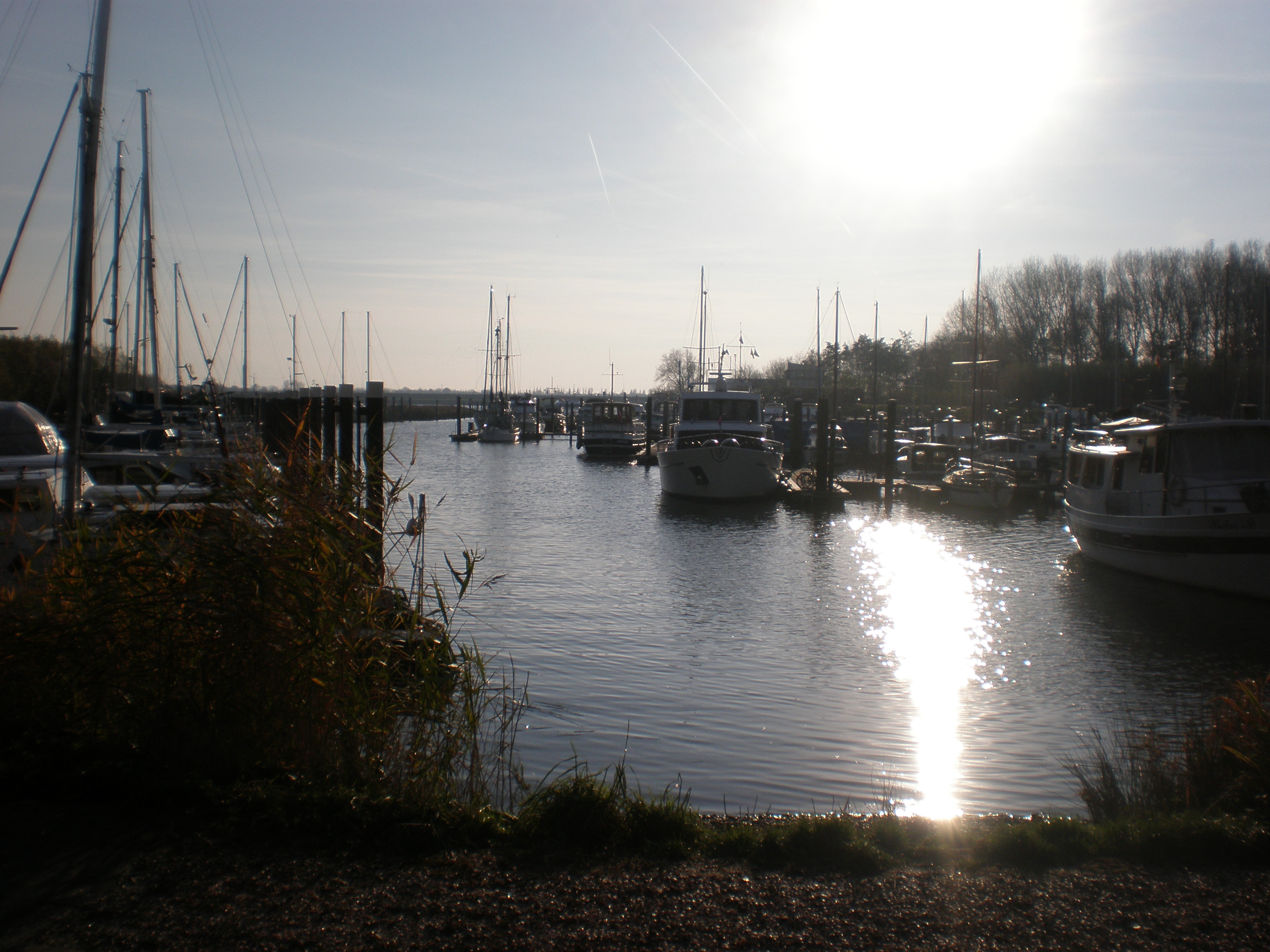
Jachthaven van Rhoon
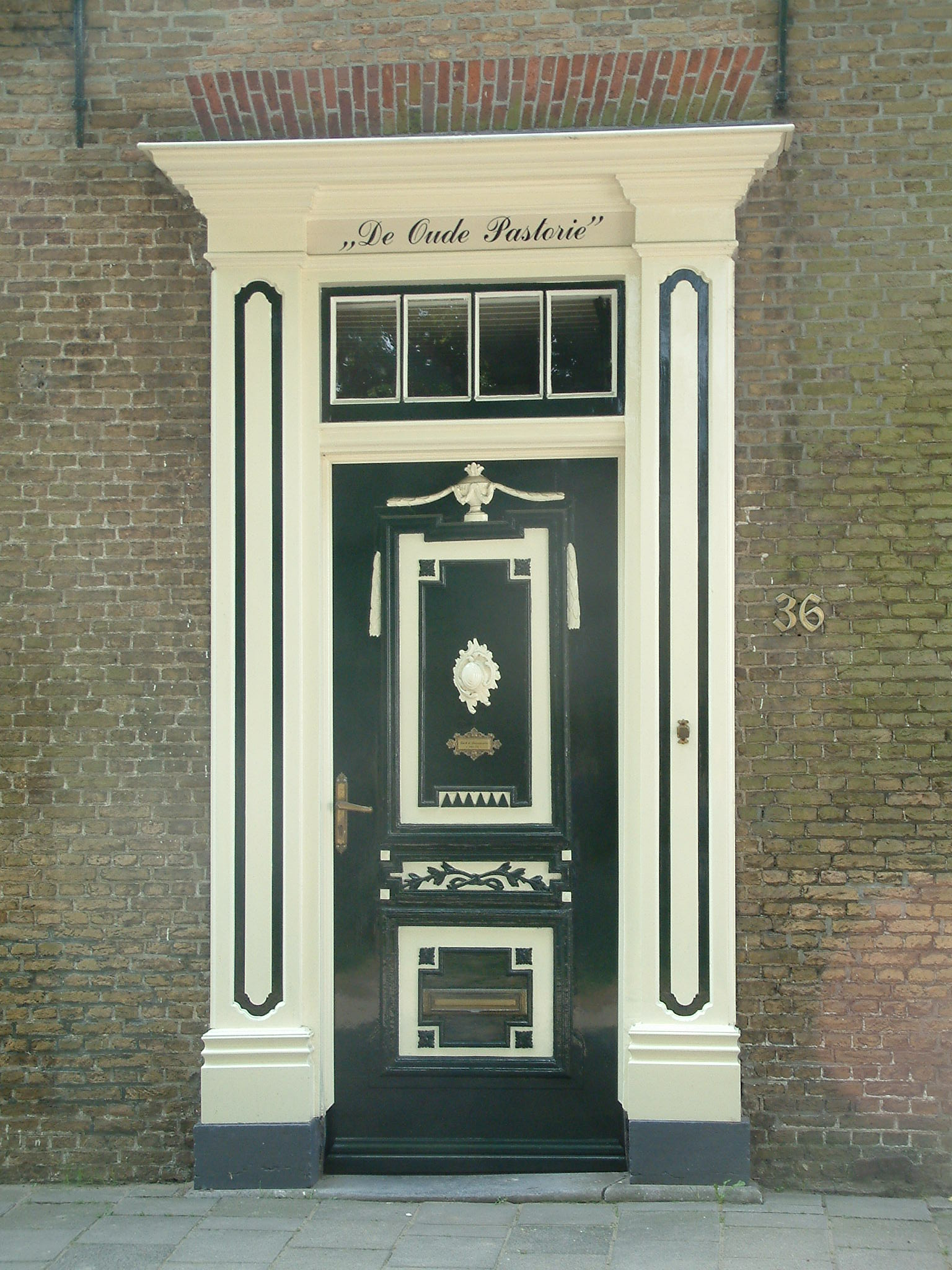
De Oude Pastorie
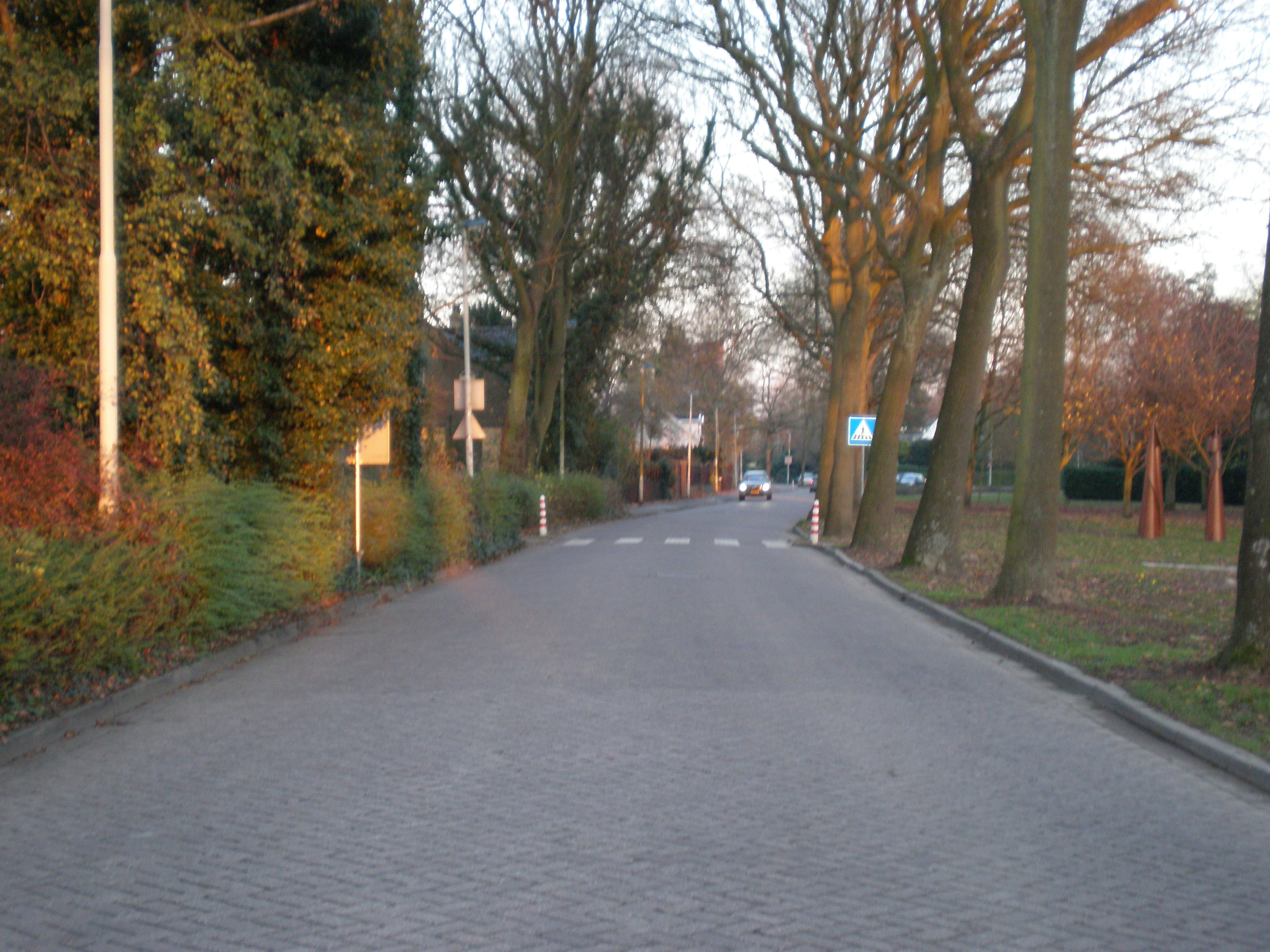
De Rijsdijk te Rhoon
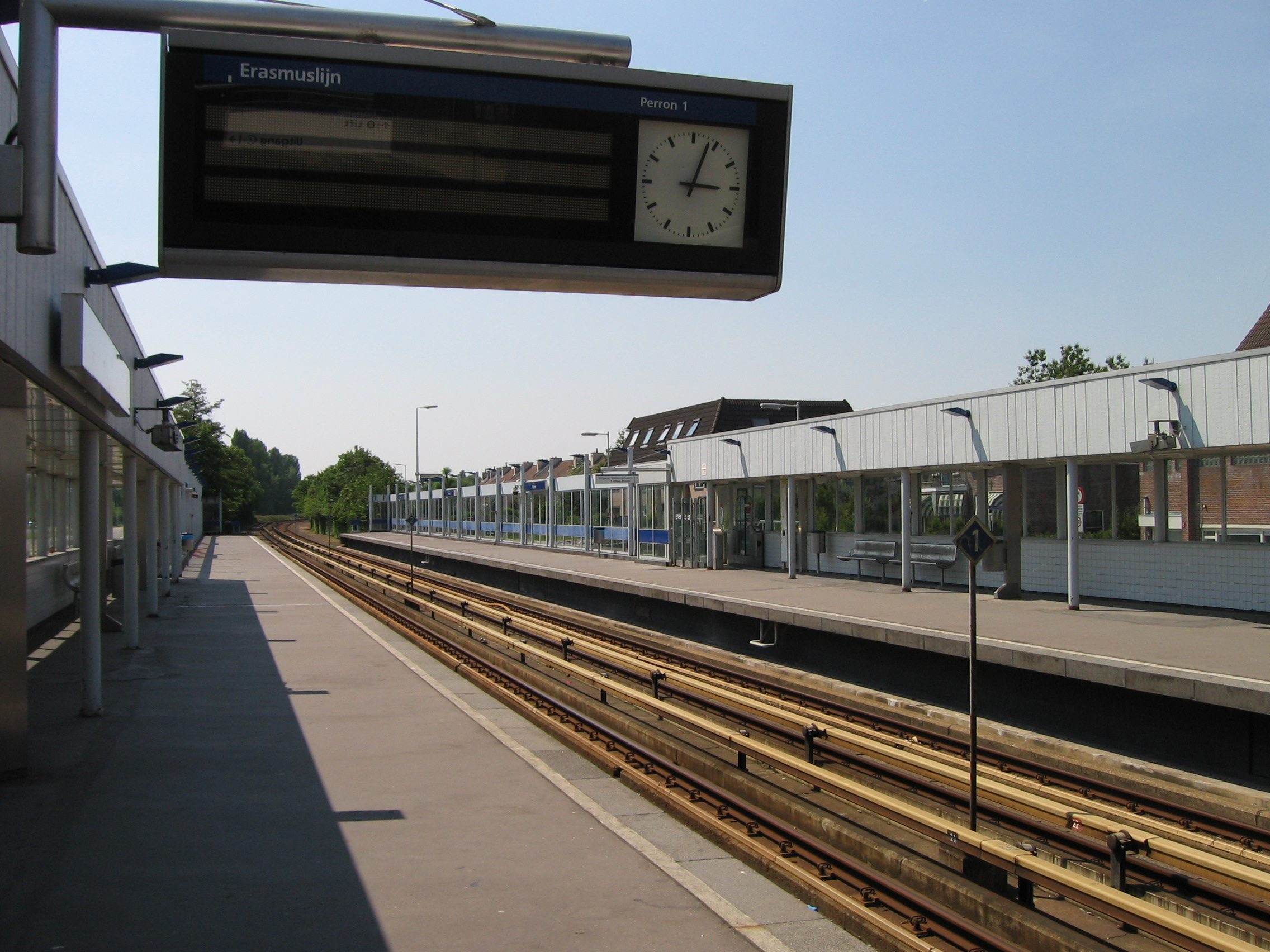
Metrostation Rhoon
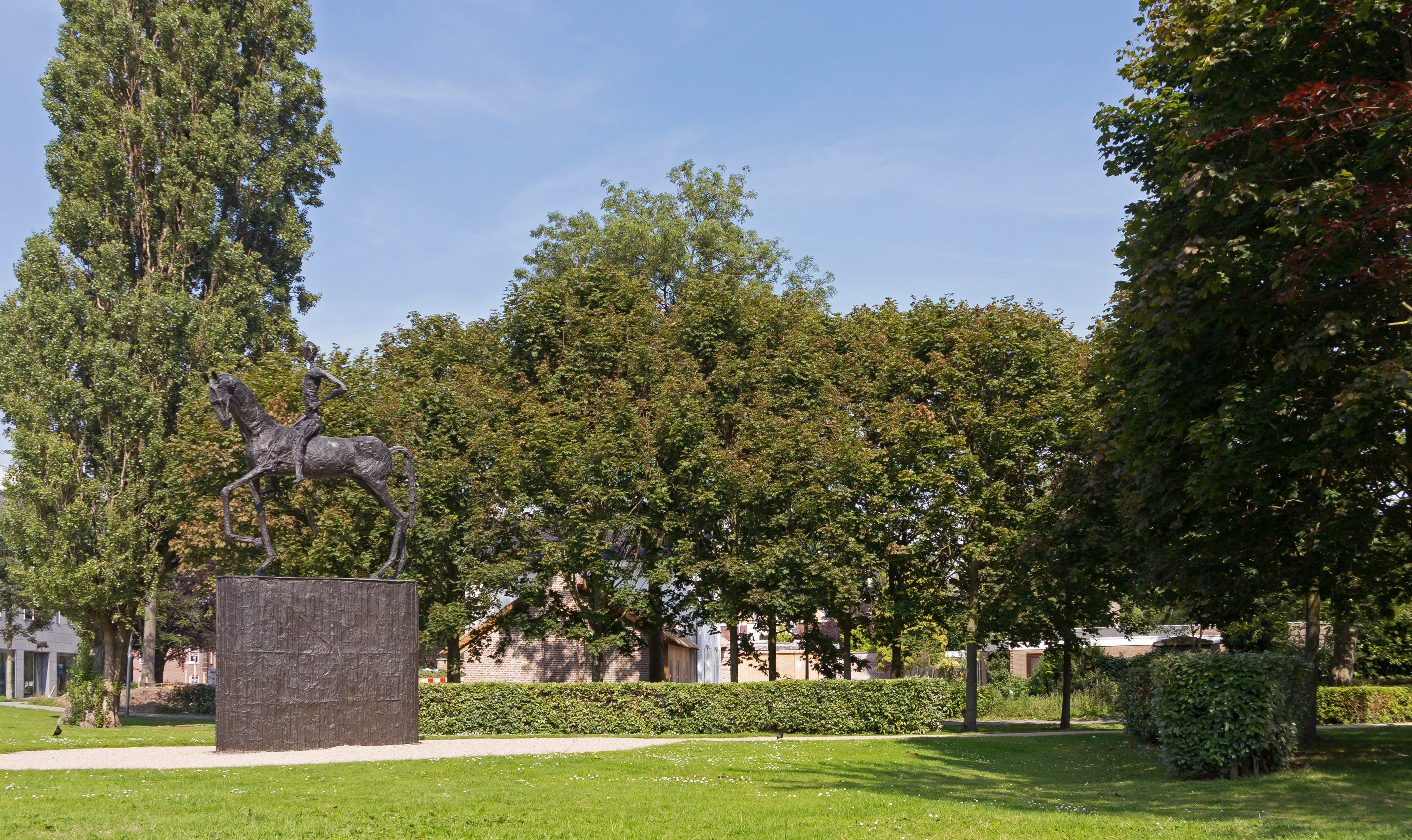
Sculptuur in Rhoon